# پادشاه بی‌تاج (فیلم ۱۹۹۴)
پادشاه بی‌تاج (به هندی: Betaaj Badshah) فیلمی هندی محصول سال ۱۹۹۴ و به کارگردانی اقبال دورانی است. در این فیلم بازیگرانی همچون راج کومار، شاتورگان سینها، مامتا کولکارنی، پریم چوپرا، موکش خانا و آجیت خان ایفای نقش کرده‌اند.